# 王緒宏
王緒宏（？—？年），字公囗，山西汾州府泽州人，明末清初政治人物。

## 生平
崇禎九年（1636年）丙子科中式山西鄉試第八名舉人，崇禎十六年（1643年）癸未科會試第二百九十六名，三甲第一百二十一名進士，户部觀政，次年授北直真定縣知縣。

## 家族
曾祖王激，赠知府。祖父王忠顯，萬曆丙子解元，官陕西按察使。父棐，增廣生。